# صبحي غندور
صبحي غندور (1952 - 20 أكتوبر 2023) هو محلل سياسي عربي ومدير مركز الحوار العربي في واشنطن. يعرف بميوله القومية العربية. يحمل شهادة الدكتوراه.

## حياته
ولد في بيروت، وهاجر في عام 1987 إلى الولايات المتحدة حيث أقام في العاصمة الأميركية. درس مادة «الصحافة» في جامعة القاهرة، إضافة لدراسة مواد جامعية في اختصاصي علم النفس والتاريخ في الجامعة اللبنانية في بيروت. وهو عضو في اتحاد الصحفيين اللبنانيين منذ العام 1977.
ناشر ورئيس تحرير مجلة «الحوار» (مجلة فكرية/ثقافية/سياسية) تصدر منذ ربيع العام 1989، باللغتين العربية والإنجليزية، من واشنطن دي.سي في الولايات المتحدة الأميركية.
أسس ويدير «مركز الحوار العربي» (منتدى فكري وثقافي عربي في منطقة العاصمة الأميركية واشنطن بالولايات المتحدة الأميركية). وقد أقام «مركز الحوار» منذ تأسيسه في خريف عام 1994 حتى نهاية سنة 2010 ما يزيد عن ال800 ندوة.
ساهم بعد مغادرته لبنان في منتصف الثمانينات بتأسيس صحف عربية في عدّة ولايات أمريكية: ميشيغان ونيوجيرزي وفرجينيا.

## مؤلفاته
- الفكر والأسلوب في مسألة العروبة، مركز الحوار العربي، يناير 2011

## من مقالاته
- حسم مفهوم الهويّة في أولويات النهضة العربية مجلة الوعي العربي.

## وفاته
توفي صبحى غندور في 20 أكتوبر 2023 بواشنطن.

## وصلات خارجية
- موقع مركز الحوار العربي
- لمحة عن كتاب الفكر والأسلوب في مسألة العروبة مركز الحوار العربي، تاريخ الولوج 24 يونيو 2011
- بعض مقالاته على موقع الحوار
- مقالات صبحي غندور في العربية.نت
- مقالات صبحي غندور في موقع دروب